# Xuân Cang
Xuân Cang (tên khai sinh là Nguyễn Xuân Cang; 1932 – 2019) là nhà văn, nhà báo Việt Nam, được tặng Giải thưởng Nhà nước về Văn học Nghệ thuật vào năm 2012.  

## Tiểu sử
Xuân Cang, tên khai sinh là Nguyễn Xuân Cang (bút danh Chiều Quỳnh, Ánh Xuân), sinh ngày 25 tháng 12 năm 1932 tại thôn Phú Thị, xã Phú Thị, huyện Gia Lâm, Hà Nội.
Năm 1948, lúc mới 16 tuổi, Xuân Cang ông làm liên lạc ở chiến khu Việt Bắc, sau đó làm thợ tiện, thợ lò cao luyện gang. Những năm cuối kháng chiến chống Pháp, ông là trinh sát pháo binh. Năm 1959, ông làm cán bộ công đoàn ở Khu gang thép Thái Nguyên. Sau đó ông trải qua các chức vụ: Tổng biên tập báo Lao động, Giám đốc Nhà xuất bản Lao động, Uỷ viên Ban thư ký Tổng Liên đoàn Lao động Việt Nam khoá VI, Ban thư ký Hội Nhà báo Việt Nam khoá IV, ủy viên Ban Chấp hành Hội Nhà văn Việt Nam khoá IV.
Ông là đảng viên Đảng Cộng sản Việt Nam; hội viên Hội Nhà văn Việt Nam từ năm 1963.
Ông mất ngày 18 tháng 3 năm 2019.

## Sự nghiệp
Khi làm cán bộ công đoàn, Xuân Cang đã viết tiểu thuyết "Suối gang". Ông trở thành một trong những nhà văn công nhân đầu tiên ghi dấu ấn bằng những tác phẩm được giải thưởng của Tổng Liên đoàn lao động Việt Nam viết về đề tài công nhân với tập truyện ngắn Những vẻ đẹp khác nhau và tiểu thuyết Trước lửa.
Vừa làm công việc lãnh đạo công đoàn, báo chí, Xuân Cang vừa cho xuất bản nhiều tác phẩm như Con bé mùa thu vàng (1990), Huyền thoại một thời ly tán (1990), Dấn thân (1990), Nụ hoa cau (1997), Gió thiêng (2004). Ông là tác giả của 8 tiểu thuyết, 2 hồi ký nhân vật lịch sử, nhiều truyện vừa, truyện ngắn.
Ông còn là tác giả của các tác phẩm biên khảo về Kinh Dịch và bắt nguồn từ Kinh Dịch, hoặc dựa vào Kinh Dịch để viết chân dung nhiều văn nghệ sĩ như: “Tám chữ Hà Lạc và quỹ đạo đời người”, “Khám phá một tia sáng văn hóa phương Đông” quyển I và II (2009), “Góc nhìn Bát quái - Tập I” (2012), “Người làng Sủi kể chuyện Cao Bá Quát” (đồng tác giả với Cao Bá Nghiệp - 2013), “Gió dọc đầm sen” (2013).
Giải thưởng văn học: ngoài hai giải thưởng của Tổng Liên đoàn lao động đã nói ở trên, ông còn giành được một số giải thưởng khác của: Hội Nhà văn TP Hồ Chí Minh, Công an thành phố Hồ Chí Minh, Hội Nhà văn Việt Nam, Bộ Quốc phòng.
Năm 2012, ông được tặng Giải thưởng Nhà nước về Văn học Nghệ thuật với cụm tác phẩm: Những vẻ đẹp khác nhau (tập truyện ngắn); Những ngày thường đã cháy lên (tiểu thuyết).

## Tác phẩm chính
- Suối Gang (tiểu thuyết, 1960)
- Lên cao (truyện ngắn, 1962)
- Những vẻ đẹp khác nhau (truyện ngắn, 1971)
- Trước lửa (tiểu thuyết, 1973)
- Dấu vết khác thường (truyện ngắn, 1982)
- Những ngày thường đã cháy lên (tiểu thuyết, 1987)
- Con bé mùa thu vàng (tiểu thuyết, Thanh niên, 1990)
- Huyền thoại một thời ly tán (tiểu thuyết, 1990)
- Dấn thân (tiểu thuyết, 1990)
- Nụ hoa cau (truyện ngắn, 1997)
- Gió thiêng (tiểu thuyết, 2004)
- Tám chữ Hà Lạc và quỹ đạo đời người (biên khảo, 2000)
- Khám phá một tia sáng văn hoá phương Đông - quyển 1 (biên khảo, 2009)
- Thủa rừng Sơn Dương (tiểu thuyết, 2010)
- Khám phá một tia sáng văn hóa phương Đông - quyển 2 (biên khảo, 2010)
- Góc nhìn bát quái (tản văn, 2012)
- Gió dọc đầm sen (ký sự, biên khảo, 2013).

Nguồn:

## Vinh danh
- Giải thưởng Nhà nước về Văn học Nghệ thuật năm 2012.

### Giải thưởng văn học
- Tặng thưởng Văn học về đề tài công nhân của Tổng Liên đoàn Lao động Việt Nam hai năm 1971 và 1974.
- Giải thưởng tiểu thuyết của Hội Nhà văn Thành phố Hồ Chí Minh và báo Công an thành phố Hồ Chí Minh.
- Tặng thưởng của Hội Nhà văn Việt Nam (1968).
- Tặng thưởng giải C của Bộ Quốc phòng (2005).

## Đời tư
Người vợ đầu của Xuân Cang mất đã lâu, con cái đều đã trưởng thành, có gia đình riêng. Khi đã xấp xỉ tuổi 70, trong một lần đi dự trại viết ở Vũng Tàu, ông được bạn văn là nhà thơ đàn chị mai mối cho một nữ độc giả rất yêu thơ chị ấy và yêu văn học. Mặc dầu có độ chênh lệch tuổi tác giữa hai người, và cả những khác biệt về văn hoá giữa hai miền Nam Bắc nhưng họ vẫn yêu nhau và đã vượt qua những trở ngại để đến với nhau và lễ cưới dù chỉ ít người thân và bạn bè nhưng vô cùng ấm áp.